# Verwaltungsgemeinschaft Unstruttal

Lage der VG Unstruttal im Burgenlandkreis

Die Verwaltungsgemeinschaft Unstruttal war eine Verwaltungsgemeinschaft im Burgenlandkreis im Süden des Bundeslandes Sachsen-Anhalt.

## Geschichte
Die Verwaltungsgemeinschaft Unstruttal wurde am 1. Januar 2005 gegründet. In dieser Verwaltungsgemeinschaft hatten sich Gemeinden aus den ehemaligen Verwaltungsgemeinschaften Freyburger Land, Laucha an der Unstrut (ohne die Gemeinden Golzen und Thalwinkel) und Mittlere Unstrut (ohne die Gemeinden Memleben und Wohlmirstedt) zusammengeschlossen. Sitz der Verwaltungsgemeinschaft war Freyburg (Unstrut).
Durch Gemeindegebietsänderungen am 1. Juli 2009 verringerte sich die Zahl der Gemeinden von 19 auf 7.
Am 1. Januar 2010 wurde die Verwaltungsgemeinschaft aufgelöst. Die Mitgliedsgemeinden gingen in der neu gebildeten Verbandsgemeinde Unstruttal auf.

## Die ehemaligen Mitgliedsgemeinden mit ihren Ortsteilen
- Balgstädt mit Burkersroda, Dietrichsroda, Größnitz, Hirschroda und Städten
- Stadt Freyburg (Unstrut) mit Dobichau, Nißmitz, Pödelist, Schleberoda, Weischütz, Zeuchfeld und Zscheiplitz
- Gleina mit Baumersroda, Ebersroda und Müncheroda
- Karsdorf mit Wennungen und Wetzendorf
- Stadt Laucha an der Unstrut mit Burgscheidungen, Dorndorf, Kirchscheidungen, Plößnitz und Tröbsdorf
- Stadt Nebra (Unstrut) mit Wangen
- Reinsdorf

## Wappen

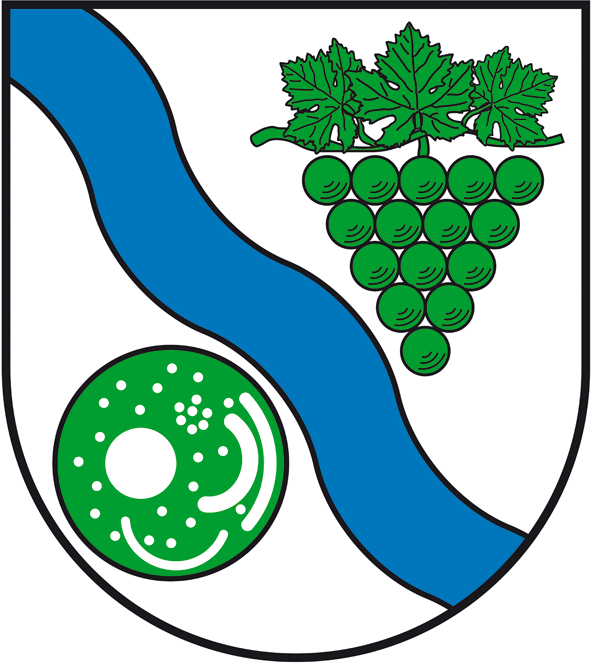
Wappen der ehemaligen Verwaltungsgemeinschaft

Blasonierung: „In Silber von blauem Wellenbalken schräggeteilt, oben eine belaubte grüne Weintraube, unten eine grüne Scheibe, bestreut mit einer silbernen Scheibe, drei silbernen Bögen und silbernen Punkten.“
Die Wappensymbolik gründet sich auf den Namen „Unstruttal“ und beinhaltet einen blauen Wellenbalken als Bezug auf die Unstrut. Da der Weinanbau und die damit verbundene Industrie ein wesentliches Merkmal der Region um Freyburg war und ist, wurde weiterhin in das Wappen eine belaubte Weintraube aufgenommen. In Anlehnung an den bedeutendsten archäologischen Bodenfund der Gegenwart ist zudem die Himmelsscheibe von Nebra stilisiert einbezogen. Um nicht gegen geltendes Urheberrecht zu verstoßen, ist die Himmelsscheibe künstlerisch abstrahiert und farblich verfremdet dargestellt und wird in der Blasonierung auch nur als „Scheibe“ benannt. 
Das Wappen wurde 2006 vom Magdeburger Kommunalheraldiker Jörg Mantzsch gestaltet.